# Svenska cupen 2015 (bandy)
Svenska cupen 2015 i bandy hade sitt slutspel i veckoslutet 26-27 september 2015 i Lidköping. Det var den elfte årliga Svenska cupen.
Västerås SK vann finalen med 6–2 (1–2) mot Edsbyns IF. Sandvikens AIK tog bronsmedaljerna efter 7–2 mot Hammarby IF.

## Resultat

### Slutspel

#### Semifinaler
- 26 september 2015: Hammarby IF-Edsbyns IF 1-1, 2-3 efter straffar
- 26 september 2015: Västerås SK-Sandvikens AIK 4-3

#### Brons
- 27 september 2015: Hammarby IF-Sandvikens AIK 2-7

##### Final
- 27 september 2015: Edsbyns IF-Västerås SK 2-6